# Saint-Léonard, Pas-de-Calais

Saint-Léonard este o comună în departamentul Pas-de-Calais, Franța. În 1 ianuarie 2022 avea o populație de 3.346 de locuitori.